# 迪奥蒂玛
馬提尼亞的迪奥蒂玛（希腊语：Διοτίμα；拉丁语：Diotīma）是柏拉图《會飲篇》中一位古希腊人物的名字或化名，她可能是一位真实的历史人物，据说生活在大约公元前 440 年。 对话中苏格拉底所报告的她的爱欲思想是今天被称为柏拉图式爱情概念的起源。